# ブラーゴ・ディ・モルゴラ
ブラーゴ・ディ・モルゴラ（伊: Burago di Molgora）は、イタリア共和国ロンバルディア州モンツァ・エ・ブリアンツァ県にある、人口約4,200人の基礎自治体（コムーネ）。

## 地理

### 位置・広がり
モンツァ・エ・ブリアンツァ県東部に位置するコムーネで、県都モンツァから東北東へ8km、州都ミラノから北東へ約21km、ベルガモから西南西へ約26kmの距離にある。

#### 隣接コムーネ
隣接するコムーネは以下の通り。
- オルナーゴ - 東
- カヴェナーゴ・ディ・ブリアンツァ - 南東
- アグラーテ・ブリアンツァ - 南西
- ヴィメルカーテ - 北西

### 気候分類・地震分類
気候分類では、zona E, 2416 GGに分類される。
また、イタリアの地震リスク階級 (it) では、zona 3 (sismicità bassa) に分類される。